# Angela Fichtinger
Angela Fichtinger (* 29. Dezember 1956 in Buchegg) ist eine österreichische Politikerin (ÖVP). Sie war von Oktober 2013 bis Juni 2019 Abgeordnete zum österreichischen Nationalrat und von 2005 bis 2018 Bürgermeisterin der Gemeinde Bad Traunstein.

## Ausbildung und Beruf
Fichtinger besuchte die Volksschule in Traunstein und wechselte danach an die Hauptschule Ottenschlag. Zuletzt schloss sie ihre Schulbildung mit dem Besuch der Handelsschule ab. Sie besuchte zudem von 1994 bis 1995 die Politische Akademie der ÖVP und absolvierte dort eine Trainerausbildung. Zudem bildete sie sich durch verschiedene Ausbildungen im Bereich Kommunikation, Öffentlichkeitsarbeit und IT weiter. Beruflich war  sie von 1988 bis 1992 Mitarbeiterin der Presseabteilung der Aktion Leben Österreich, bevor sie 1992 in der Dienst der ÖVP Niederösterreich trat. Hier war sie zuletzt als Referentin für Bildung, Personal und Soziales tätig.

## Politik und Funktionen
Fichtinger war ab 2005 Bürgermeisterin der Marktgemeinde Bad Traunstein, zuvor war sie 2003 bereits Gemeindeparteiobfrau der ÖVP Bad Traunstein geworden. Sie ist seit 2005 Mitglied des ÖVP-Bezirksparteivorstandes und darüber hinaus auch Gemeindegruppenobfrau des ÖAAB Bad Traunstein sowie Vorstandsmitglied des ÖAAB im Bezirk Zwettl. Zudem ist Fichtiger Landesvorstandsmitglied des NÖ AAB, Vorstandsmitglied im Waldviertler Kernland und in der Leaderregion südliches Waldviertel, Vorstandsmitglied im Gemeindeverband und Einhebungsverband Bezirk Zwettl, Vorstandsmitglied beim Projekt „Wohnen im Waldviertel“ sowie Bezirksvorsitzende des Bildungs- und Heimatwerkes. Fichtinger kandidierte bei der Nationalratswahl 2013 und erlangte ein Mandat über den Regionalwahlkreis Waldviertel. Sie wurde am 29. Oktober 2013 als Abgeordnete angelobt.
Fichtinger ist seit 2012 Rechnungsprüferin im Niederösterreichischer Pressverein-Zeitungsverlag und seit 2011 Kassierin der Kleinregion Waldviertler Kernland. Sie ist zudem Obmann-Stellvertreterin des Kunst- und Kulturvereins Prinz Eugen. Fichtinger ist des Weiteren im Vorstand des Fremdenverkehrsverein Wachtstein, des Dorferneuerungsvereins Bad Traunstein, des Kulturverein Sankt Georgshaus Traunstein, des Vereins Bad Traunstein hilft, der Kulturinitiative Traunstein und an der NÖ Bildungsakademie aktiv.
Am 11. Juni 2019 schied sie aus dem Nationalrat aus, für sie rückte Lukas Brandweiner nach.